# Третя Міщанська
«Третя Міщанська» (інша назва: «Любов утрьох») — радянська кіномелодрама 1927 року, знята режисером Абрамом Роомом на кіностудії «Совкіно» (Москва).

## Сюжет
Роки НЕПу. З провінції до Москви приїжджає друкар Володимир і тимчасово поселяється в кімнаті свого фронтового друга Миколи на 3-й Міщанській вулиці. Людмила, дружина господаря, захоплюється гостем, який з нею, на відміну від чоловіка, дуже люб'язний. Вона не приховує від Миколи своєї прихильності до Володимира — і тепер вони житимуть утрьох… Стосунки між трьома заплутуються. Через деякий час з'ясовується, що Людмила вагітна, і незрозуміло, від кого. Зрештою Людмила кидає чоловіків у квартирі, сідає в поїзд і їде з Москви.

## У ролях
- Микола Баталов —  Микола
- Людмила Семенова —  Людмила
- Володимир Фогель —  Володимир
- Марія Яроцька —  медсестра
- Леонід Юренєв —  двірник
- Олена Соколова — епізод
- Борис Шліхтінг — епізод

## Знімальна група
- Автори сценарію: Абрам Роом і Віктор Шкловський
- Режисер: Абрам Роом
- Оператори: Григорій Гібер, Дмитро Фельдман
- Художники-постановники: Василь Рахальс і Сергій Юткевич